# 九成宫镇
九成宫镇，是中华人民共和国陕西省宝鸡市麟游县下辖的一个乡镇级行政单位。

## 行政区划
九成宫镇下辖以下地区：
九成宫东大街社区、九成宫西大街社区、九成宫村、城关村、新庄塬村、石臼山村、北马坊村、铁炉沟村、蔡家河村、后亭子村、栗川村、永安村、澄铭窑村、岭西村、马家堡村、贾王塬村、县北村、招仁沟村、御驾塬村、良舍村、西坊村、消水沟村、紫石崖村、桑树塬村、土桥村和丰塬村。